# Dekanat Głuchołazy
Dekanat Głuchołazy – jeden z 36 dekanatów w rzymskokatolickiej diecezji opolskiej.
W skład dekanatu wchodzi 11 parafii:
- parafia Zwiastowania Najświętszej Maryi Panny → Biskupów
- parafia Św. Józefa Robotnika → Bodzanów
- parafia Św. Bartłomieja Apostoła → Burgrabice
- parafia Św. Michała Archanioła → Gierałcice
- parafia Św. Wawrzyńca → Głuchołazy
- parafia Św. Bartłomieja Apostoła → Jarnołtówek
- parafia Św. Jadwigi Śląskiej → Nowy Las
- parafia Chrystusa Króla → Nowy Świętów
- parafia Św. Jerzego → Podlesie
- parafia Narodzenia św. Jana Chrzciciela → Polski Świętów
- parafia Św. Marcina Biskupa → Stary Las

## Znani dziekani
- ks. Stanisław Mazak, Sprawiedliwy wśród Narodów Świata